# Йосиф Шкловски
Йосиф Шкловски (на руски: Ио́сиф Самуи́лович Шкло́вский) е съветски астрофизик, член-кореспондент на Академията на науките на СССР (1966).
Автор е на 9 книги и много научни публикации, лауреат на Ленинска награда (1960). Считан е за основател на съвременната астрофизика в СССР. Известен е също и с разработките си в областта на евентуалното съществуване на извънземен живот и извънземни цивилизации.

## Биография
Роден е на 18 юни 1916 година в Глухов, Сумска област, Украинска ССР. Завършва Физическия факултет на Московския университет през 1938 година и защитава докторска дисертация през 1949 г.
Шкловски изчислява орбиталното движение на Фобос и стига до странното предположение, че този спътник на Марс е изкуствен, кух и по същество е гигантски кораб.
Ученият постига световна слава с научната си книга „Вселена, живот, разум“ („Вселенная, жизнь, разум“), която изиграва изключителна роля в развитието на SETI (съкращение от Search for Extra-Terrestrial Intelligence – търсене на извънземен разум) в целия свят. В разширен вариант и в съавторство с великия американски астроном Карл Сейгън книгата се появява през 1966 г. и на английски език под името „Разумният живот във Вселената“ (Intelligent Life in the Universe). Тези класически текстове са библията на специалистите по SETI.
Умира на 3 март 1985 година в Москва на 68-годишна възраст.